# 6699 Igaueno
6699 Igaueno è un asteroide della fascia principale. Scoperto nel 1987, presenta un'orbita caratterizzata da un semiasse maggiore pari a 2,5805397 UA e da un'eccentricità di 0,2020741, inclinata di 4,89407° rispetto all'eclittica.